# باشگاه فوتبال الاتحاد (سوریه)
باشگاه الاتحاد (به عربی:نادی الاتحاد) یک باشگاه فوتبال از سوریه است که در شهر حلب قرار دارد.
الاتحاد در سال ۱۹۴۹ بنیانگذاری شد و در سال ۱۹۵۳ توسط دولت به رسمیت شناخته شد.
این باشگاه ۶ بار به مقام قهرمانی در لیگ برتر فوتبال سوریه رسیده است. الاتحاد سابقهٔ ۹ قهرمانی در جام حذفی سوریه را نیز دارد. این باشگاه همچنین در سال ۲۰۱۰ به مقام قهرمانی در مسابقات لیگ قهرمانان آسیا ۲ رسیده است. این تیم در سال ۱۹۸۶ به مقام چهارمی در مسابقات جام باشگاه‌های آسیا دست یافت.

## منابع

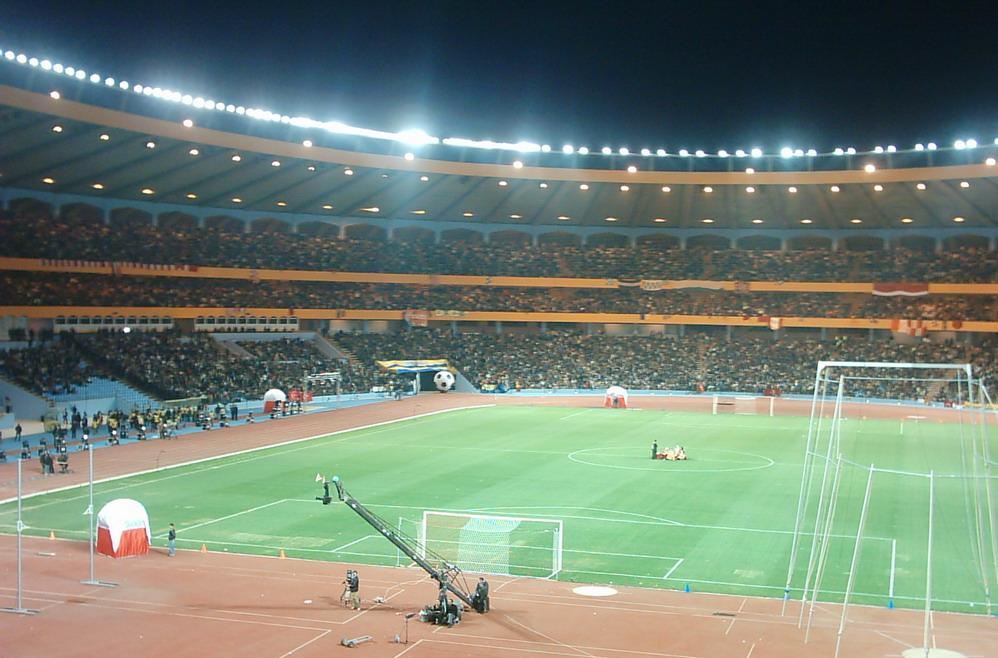
هواداران باشگاه الاتحاد در ورزشگاه بین‌المللی حلب

## عملکرد در مسابقات AFC
- لیگ قهرمانان آسیا ۲

۲۰۱۰: قهرمان